# Mukoșîn, Liubeșiv
Mukoșîn (în ucraineană Мукошин) este un sat în comuna Hirkî din raionul Liubeșiv, regiunea Volînia, Ucraina.

## Demografie
Componența lingvistică a localității Mukoșîn
     Ucraineană (99,77%)
     Alte limbi (0,23%)
Conform recensământului din 2001, majoritatea populației localității Mukoșîn era vorbitoare de ucraineană (99,77%), existând în minoritate și vorbitori de alte limbi.